# Paseka
Paseka település Csehországban, a Olomouci járásban. Paseka Mutkov, Komárov, Řídeč, Šternberk, Újezd, Huzová, Mladějovice, Dlouhá Loučka és Jiříkov településekkel határos. Lakosainak száma 1268 fő (2024. január 1.).

## Népesség
A település lakosságának változását az alábbi diagram mutatja:
| Lakosok száma | 1148 | 1197 | 1451 | 1408 | 1136 | 1152 | 1270 | 1294 | 1278 | 1268 |
|               | 1869 | 1890 | 1921 | 1950 | 1980 | 2001 | 2017 | 2019 | 2022 | 2024 |